# Рагадан (дворец)
Рагада́н (араб. قصر رغدان‎) — дворец в столице Иордании городе Аммане, одна из резиденций короля Иордании.

## История
После получения Трансиорданией в начале 1920-х годов независимости от Османской империи местом резиденции эмира (позднее — короля) был избран город Амман. Первоначально прибывший в город в марте 1921 года эмир Абдалла ибн Хусейн поселился в относительно скромном доме в османском стиле, располагавшимся напротив римского театра. Однако, уже в 1923 году на располагающимся над городом плато было начато возведение специальной резиденции для правителя, получившего название «Рагадан» (от арабского слова «рагад» — «комфортная жизнь»). Строительство дворца было завершено к 1927 году, после чего семья эмира переселилась в него. В течение 1930—1950-х годов вокруг него было построено несколько других зданий, образовавших комплекс резиденций королевского двора, получивший название Аль-Макар. С 1950-х годов королевская семья не живёт во дворце Рагадан.
В 1980-х годах во дворце была проведена масштабная реконструкция, вызванная как общим износом здания, так и случившимся в 1983 году пожара на крыше. В ходе ремонтных работ была сохранена и обновлена существовавшая внешняя и внутренняя отделка здания.
В 2003 году вблизи дворца был установлен одноимённый флагшток с иорданским флагом высотой 126,8 метров — на момент установки флагшток был высочайшим отдельно стоящим флагштоком в мире.

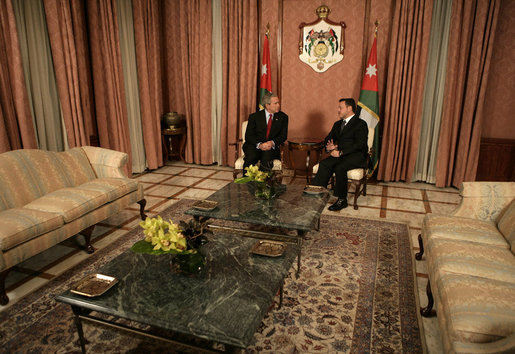
Встреча короля Иордании Абдаллы II и президента США Джорджа Буша во дворце Рагадан 29 ноября 2006 года

## Архитектура
Внешние стены здания были построены из камней, доставленных из города Маана. В оконные переплёты были вставлены цветные стёкла, что должно было напоминать мечеть Аль-Акса в Иерусалиме. Внутренние помещения и тронный зал были отделаны различными сортами дерева. Стоимость строительства в 1926 году была оценена в 1600 фунтов.
На уровне первого этажа к дворцу примыкает крытая галерея, названная «аль-Маккар аль-Ала», используемая монархом для молитвы и уединённого размышления. Сам дворец сегодня используется для приёма иорданских политических деятелей и иностранных гостей.

## Изображения дворца
С 1995 года дворец Рагадан изображён на купюре в 50 иорданских динаров.